# 구메정
구메정(久米町)은 오카야마현 중북부 (구메군)에 위치했던 정이다. 현재는 쓰야마시에 편입 합병해 시의 최서부가 되고 있으며 쓰야마시 구메 지구로 호칭된다.주소 표기상, 당 지역에 구메의 지명은 남아 있지 않다(다만 히라가나의 「구메」는 존재, 또 구메군은 아직 존재하고 있다).구 동사무소는 쓰야마 시청 구메 지소로 되어 있다.

## 역사
- 1955년 1월 1일 - 오이정, 시토리촌, 구메촌의 1정 3촌이 합병해 구메정이 설치되었다.
- 2005년 2월 28일 - 도마타군, 가모정, 아바촌, 구메군 쇼보쿠정과 함께 쓰야마시에 편입되었다.

## 교통

### 철도
- 서일본 여객철도
  - 기신 선

### 도로
- 주고쿠 자동차도
- 국도 제181호선
- 국도 제429호선 (일본)(일본어판)